# Jean-Paul Colas
Jean-Paul Colas (* 4. März 1911 in Neuilly-sur-Seine; † 23. April 2009 in Sainte-Maxime) war ein französischer Automobilrennfahrer und Rennstallbesitzer.

## Karriere im Motorsport
Jean-Pierre Colas war in den 1950er-Jahren als Sportwagenfahrer aktiv. Fünfmal war er beim 24-Stunden-Rennen von Le Mans am Start. Sein Debüt gab er 1951 mit dem 28. Gesamtrang. Seine beste Platzierung war der elfte Endrang 1957 mit Jean Kerguen im Aston Martin DB3S.

## Statistik

### Le-Mans-Ergebnisse
| Jahr | Team                          | Fahrzeug                   | Teamkollege             | Platzierung | Ausfallgrund     |
| ---- | ----------------------------- | -------------------------- | ----------------------- | ----------- | ---------------- |
| 1951 | Auguste Lachaize              | Callista RAN D120          | Robert Schollemann      | Rang 28     |                  |
| 1952 | Automobiles Deutsch et Bonnet | DB Coupe                   | Robert Schollemann      | Ausfall     | kein Benzin      |
| 1954 | Jean-Paul Colas               | Aston Martin DB2/4 Vignale | Hernando da Silva Ramos | Ausfall     | Kraftübertragung |
| 1955 | Jean-Paul Colas               | Salmson 2300S Spyder       | Jacques Dewez           | Ausfall     | Ölleck           |
| 1957 | David Brown                   | Aston Martin DB3S          | Jean Kerguen            | Rang 11     |                  |

### Einzelergebnisse in der Sportwagen-Weltmeisterschaft
| Saison | Team            | Rennwagen          | 1   | 2   | 3   | 4   | 5   | 6   | 7   |
| ------ | --------------- | ------------------ | --- | --- | --- | --- | --- | --- | --- |
| 1953   |                 | Panhard Dyna       | SEB | MIM | LEM | SPA | NÜR | RTT | CAP |
| 1953   | DNF             | Panhard Dyna       |     |     |     |     |     |     |     |
| 1954   | Jean-Paul Colas | Aston Martin DB2/4 | BUA | SEB | MIM | LEM | RTT | CAP |     |
| 1954   | Jean-Paul Colas | Aston Martin DB2/4 | DNF |     |     |     |     |     |     |
| 1955   | Jean-Paul Colas | Salmson 2300S      | BUA | SEB | MIM | LEM | RTT | TAR |     |
| 1955   | Jean-Paul Colas | Salmson 2300S      | DNF |     |     |     |     |     |     |
| 1957   | Aston Martin    | Aston Martin DB3S  | BUA | SEB | MIM | NÜR | LEM | KRI | CAR |
| 1957   | Aston Martin    | Aston Martin DB3S  |     | 11  |     |     |     |     |     |